# Ayuntamiento de San Quintín
El ayuntamiento de San Quintín (en francés: hôtel de ville Saint-Quentin), es una casa consistorial francesa de la pequeña localidad de Saint-Quentin, uno de los mejores ejemplos de la arquitectura civil de la Edad Media de la región de Picardía. Símbolo de las libertades comunales, su arquitectura revela cierta influencia flamenca.
El monumento está clasificado monumento histórico por orden de 29 de agosto de 1984.

## Localización
El edificio del ayuntamiento está ubicado en la Grand Place de la ciudad de Saint-Quentin, en el departamento de Aisne, en Francia.

## Historia
La construcción de la sala de la ciudad de Saint-Quentin comenzó en 1331 y se terminó en 1509. El monumento fue rediseñado durante el tercer cuarto del siglo XIX y luego ampliamente restaurado en 1926, después de la destrucción de la ciudad durante la Gran Guerra, en el estilo art déco por el arquitecto Louis Guindez.
El monumento está clasificado monumento histórico  por orden de 29 de agosto de 1984.

## Breve descripción
El ayuntamiento de la ciudad de Saint-Quentin es uno de los más bellos testimonios de la arquitectura civil de la Baja Edad Media. Sería obra de Colard Noël, arquitecto originario de Valenciennes.

### Exterior

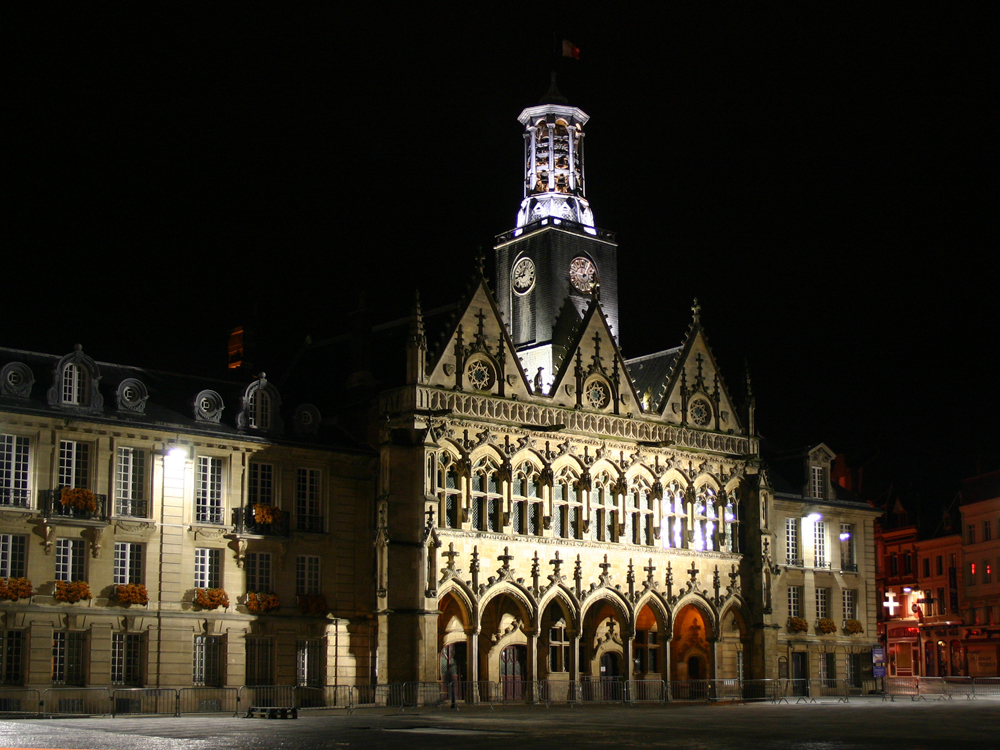
Vista nocturna del edificio

La fachada, de estilo gótico flamígero, imbuido de la influencia flamenca está construida en tres niveles. En la planta baja, un pórtico precede la entrada del edificio. En la primera planta, nuevas ventanas geminadas iluminan una galería; están rematadas con decoraciones talladas idénticas a las del pórtico. Una balaustrada que supera la primera planta se construyó a principios del siglo XX. Por encima, la tercera planta está formada por tres gabletes (frontones triangulares) cada uno decorado con un óculo. A uno y otro lado están los emblemas  de las familias nobles de Moÿ, de La Fons, de la ciudad de Saint-Quentin, del Vermandois, de la familia de Y y de la familia Dorigny. Toda la fachada está ornamentada con decoración vegetal de hojas de roble, de vid y de col rizada.
En 1759, se construyó un campanile octogonal que ahora alberga un carillón de 37 campanas que datan de 1924.
La fachada trasera está muy alterada. Viollet-le-Duc  sería el autor de la gran ventana con vitral que ilumina la antigua capilla. Tiene una torreta neogótica datada de 1865.

### Interior
La sala de las deliberaciones de estilo art deco es obra del arquitecto Guindez, las esculturas de Fiévet y las pinturas  de Gabriel Girodon. La sala de los matrimonios ha sido restaurada varias veces. El techo se compone de una doble bóveda de madera que descansa sobre una viga transversal. Una chimenea con una galería renacentista está ornada con una decoración gótica. En el lado opuesto, una puerta doble data de 1719.